# Магнитна бъркалка
Магнитна бъркалка е електрически лабораторен уред, който се използва в химическите лаборатории за разбъркване на течности. Разбъркването се извършва в химически устойчив съд, подходящ за целите, например стъклена чаша или друг лабораторен съд. Магнитната бъркалка в повечето случаи има в работната плоча и вграден нагревател.
Течността се поставя в бехерова чаша, колба с плоско дъно или подобен лабораторен съд. В работната плоча на магнитната бъркалка се върти с регулируема скорост един магнит. Този магнит въздейства върху един магнит, който се поставя в течността на дъното на съда и обикновено има формата на пръчка и го върти с определена скорост на дъното на съда. Този магнит е покрит изцяло със стъкло или тефлон (PTFE) без остри ръбове, за да се намали триенето и да не се атакува от различните възможни химически течности.
Магнитните бъркалки позволяват разбъркването на течности и в затворени съдове, като по този начин не се оказва влияние на процеса от използваните смазващи вещества или уплътнения, както е при използването на бъркалка с ос и задвижване. По този начин може да се работи в защитна атмосфера или с материали изискващи защита от околната среда. Простата конструкция на бъркалката облекчава почистването и стерилизацията ѝ. За изваждането на магнита от съда, се използва магнитна пръчка, с подходяща дължина, също така изолирана, с която може да се улови магнита.
Настройването на скоростта на въртене се извършва съгласно изискванията на процеса. Освен пръчковидни магнити има и с различна от това форма, за да се получи съответно различна форма на завихряне на течността.
Използването на магнитна бъркалка с нагряване има предимство спрямо нагряването с открит пламък, поради това, че температурата може да се настройва сравнително точно и регулира при включване на терморегулатор. Освен това, работата с открит пламък не се препоръчва при лесно запалими течности.
|  | Тази страница частично или изцяло представлява превод на страницата Magnetrührer в Уикипедия на немски. Оригиналният текст, както и този превод, са защитени от Лиценза „Криейтив Комънс – Признание – Споделяне на споделеното“, а за съдържание, създадено преди юни 2009 година – от Лиценза за свободна документация на ГНУ. Прегледайте историята на редакциите на оригиналната страница, както и на преводната страница, за да видите списъка на съавторите. ВАЖНО: Този шаблон се отнася единствено до авторските права върху съдържанието на статията. Добавянето му не отменя изискването да се посочват конкретни източници на твърденията, които да бъдат благонадеждни. |